# Nowitna National Wildlife Refuge
Das Nowitna National Wildlife Refuge ist ein 6313 km² großes Schutzgebiet im National Wildlife Refuge System der USA. Es liegt im Interior von Alaska südlich des Yukon River und besteht aus dem Überschwemmungsgebiet des Nowitna River. Etwa 360 km der insgesamt 455 km des Flusses liegen innerhalb der Grenzen des Schutzgebiets.
Das Refuge wurde 1980 im Rahmen des Alaska National Interest Lands Conservation Acts gegründet und untersteht der Verwaltung des United States Fish and Wildlife Services. Es wird von der Weltnaturschutzunion in der Kategorie IV (Biotop- und Artenschutzgebiet) geführt.

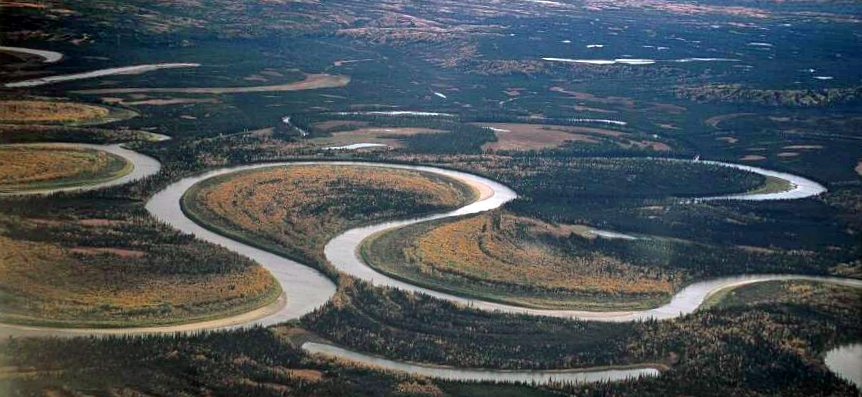
Mäandernder Nowitna River

Das Wetter in der Region des Refuges ist geprägt durch Niederschläge, leichten Wind, lange, harte Winter und kurze, aber relativ warme Sommer.
Der langsam mäandernde Unterlauf des Nowitna River mit den Feuchtgebieten in Ufernähe und den umgebenden Seen bildet eines der vielen Wasservogel-Brutgebiete Alaskas. Trompeterschwäne, Blässgänse, Riesentafelenten, Kraniche und viele andere Zugvögel brüten im Schutzgebiet. Etwa 120 Vogelarten wurden während der Sommermonate gesichtet.
Die bewaldeten Niederungen sind bewachsen mit Weiß-Fichten und bieten dem Marder Unterschlupf. Auch Elche, Wölfe, Luchse, Vielfraße, Schwarz- und Braunbären haben hier einen Lebensraum.
Die Koyukon leben seit Jahrtausenden in der Region des heutigen Schutzgebiets.